# غروفر مالون
غروفر مالون (بالإنجليزية: Grover Malone)‏ هو لاعب كرة قدم أمريكية أمريكي، ولد في 12 نوفمبر 1895، وتوفي في 11 ديسمبر 1950.